# 도쿠가와 이에모치
도쿠가와 이에모치/요시토미(일본어: 徳川家茂/慶福, 1846년 7월 17일 ~ 1866년 8월 29일) 에도 막부의 제14대 쇼군이다.

## 일생
고카(弘化) 3년(1846년) 윤 5월 24일에 에도의 기슈번 번저(藩邸)에서 제11대 기슈 번주 도쿠가와 나리유키(徳川斉順)의 차남으로 태어났다(손윗형이 있었으나 분세이 12년인 1830년에 사산되었고, 환성원영광상휘대동자幻成院英晃常暉大童子라는 계명으로 장례가 거행되었다). 아명은 기쿠치요(菊千代). 1847년 숙부이자 제12대 번주인 도쿠가와 나리카쓰의 양자가 되었고, 가에이(嘉永) 2년(1849년) 숙부가 사망하고 그 양자로써 가독을 이어받았다. 그때 그의 나이는 네 살이었다. 가에이 4년(1851년) 원복(관례)를 치르고 당시의 쇼군(12대) 도쿠가와 이에요시의 이름 요시(慶)를 받아서 요시토미(慶福)라고 하였다. 동시에 히타치노스케(常陸介) 관직에 임명되고 종3위 관위를 얻었다.
나이가 어렸으므로 가독 계승 초기에는 은거해 있던 옛 번주 도쿠가와 하루토미(徳川治宝)의 보좌를 받았는데, 그가 사망한 뒤에는 도쿠가와 이에요시의 측실을 누이동생으로 두고 있던 가로(家老) 미즈노 다다나카가 실권을 쥐었고, 다테 지히로(伊達千広, 무쓰 무네미쓰의 아버지)를 비롯한 번정 개혁파를 탄압하였다. 요시토미의 기슈 번주로써의 치세는 9년 2개월이었고, 이 사이에 에도에서 머무르다 쇼군이 되었기 때문에 에도 참부(参府)도 기슈 귀국도 없었다.
병약한 13대 쇼군 도쿠가와 이에사다의 후계자 후보로 히토쓰바시파(一橋派)의 히토쓰바시 요시노부(一橋慶喜)와 차기 쇼군의 지위를 놓고 경쟁한 끝에 안세이(安政) 5년(1858년) 항쟁에서 승리하였고, 직후 이에사다의 죽음으로 제14대 쇼군이 되었다. 이름도 이에모치(家茂)로 개명하는데, 이때 그의 나이 13세였다. 이에모치의 항렬은 선대 쇼군 도쿠가와 이에사다에게는 종형제에 해당했고, 그것은 쇼군 후보로 거론되던 요시노부보다도 훨씬 이에사다와 가까운 항렬이었기에(요시노부는 쇼군가와의 혈연을 도쿠가와 이에야스까지 거슬러 올라가지 않으면 안 되었다) 요시노부를 제치고 쇼군에 취임할 수 있었다. 그러나 분큐(文久) 2년(1862년)까지 다야스 요시요리(田安慶頼), 그 뒤에는 정치적 경쟁자였던 히토쓰바시 요시노부가 「쇼군후견직」(将軍後見職)으로 있었기 때문에 이에모치의 쇼군으로써의 권력은 상당히 제한되어 있었다. 더구나 쇼군 선하(宣下) 당시 그때까지는 신임 쇼군이 윗자리에 앉아서 그보다 조금 아랫자리에 앉은 천황의 칙사(勅使)를 면대하였으나, 존왕(尊王)이라는 당시의 정세를 반영하여 이를 거꾸로 바꾸었다.
이에모치로 개명하였으며, 다야스 요시요리와 히토쓰바시 요시노부가 쇼군의 후견인이 되었다. 1860년 조정과 막부가 연합해야 한다는 공무합체론에 따라 고메이 천황의 여동생 가즈노미야 지카코 내친왕과 결혼하였다. 비록 정략결혼이었지만, 부부 사이는 매우 화목했다고 전해진다.
분큐 2년(1862년) 조정과 막부가 연합하여야 한다는 공무합체론에 따라 고메이 천황(孝明天皇)의 여동생인 가즈노미야(和宮)와 결혼하였다. 가즈노미야는 이미 그 전에 아리스가와노미야 다루히토 친왕(有栖川宮熾仁親王)과 혼약이 되어 있었다. 이듬해인 분큐 3년(1863년) 쇼군 이에모치는 로주(老中) 미즈노 다다마사(水野忠精) ・ 이타쿠라 가쓰시즈(板倉勝静), 와카토시요리(若年寄) 직의 다누마 요시타카(田沼意尊) ・ 이나바 마사미(稲葉正巳) 등이 공봉하여 3천 명의 인원을 거느리고 쇼군으로써는 229년만에 교토로 상경하였다. 3월 7일에 입궐해 자신의 의형(義兄)에 해당하는 고메이 천황을 알현하고 천황의 앞에서 조슈 정벌(제1차 조슈 정벌)의 선지를 받고 양이(攘夷)를 약속하였다. 또한 이 무렵에 천황에 대하여 정무위임 칙명을 사임할 것을 밝히기도 하였는데, 이것은 18세기 말부터 요인이나 학자들 사이에서는 거론되어 왔으나 개념적인 생각에 지나지 않았던 대정(大政) 위임이 조정과 막부의 관계 속에서 처음으로 공인화 · 제도화된 것이었다. 고메이 천황이나 히토쓰바시 요시노부 등과 함께 가모 신사(賀茂神社)를 참배하였는데, 천황이 공식적으로 고쇼(御所)를 떠난 것 또한 237년만의 일이기도 하였다. 그 뒤 고메이 천황과 함께 이와시미즈 하치만구(石清水八幡宮) 참배가 예정되어 있었으나, 병을 핑계로 이 자리에 참석하지 않았다. 겐지 연고의 신인 하치만 신(하치만대보살) 앞에서 천황에게 직접 양이의 명을 받는 것을 피하려 하였다고 한다. 쇼군의 묘다이(名代, 대리인)로써 이와시미즈 하치만구에 찾았던 히토쓰바시 요시노부도 천황 앞에 불려갔으나 급히 자신의 몸 상태가 악화되었다는 이유로 그 자리를 빠져나갔다. 이 일을 계기로 존황파 무사들이 이에모치에 대해 반발하였고 쇼군 살해를 예고하는 낙서까지 나타났다. 에도로 육로로 귀환한 요시노부 일행이 실제로 습격당하는 일도 있었다. 조정은 이에모치의 에도 귀환을 좀처럼 허락하지 않았으므로 로주격(老中格)인 오가사와라 나가유키(小笠原長行)가 군감(軍艦)과 군세 1400명을 거느리고 오사카(大坂)로 가서 조정 및 양이파를 위압하여야 하였다. 이에모치가 교토에 체재한 지 3개월, 이에모치는 도중의 안전을 고려하여 오사카에서 바닷길로 증기선을 타고 에도로 돌아왔다.
게이오(慶応) 원년(1865년) 효고(兵庫) 개항을 결정한 로주 아베 마사토(阿部正外) 등이 조정에 의해 처벌되고 이에모치 자신의 쇼군직 사임을 조정에 상신하였다. 이때 고메이 천황은 크게 놀라서 이에모치의 사임을 취하시키고 이후의 막부 인사에 대한 간섭을 중지하겠다고 약속하고 있다.
게이오 2년(1866년) 금부채 우마지루시(馬印)를 내걸고 대군을 거느리고 상경하여 제2차 조슈 정벌(長州征伐)에 올랐으나, 오사카 성(大坂城)에서 병으로 쓰러졌다. 이를 알게 된 고메이 천황은 의사 다카시나 쓰네요시(高階経由)와 후쿠이 노보루(福井登) 두 사람을 오사카로 보내어 치료하게 하였고, 에도 성에서는 덴쇼인(天璋院)이나 가즈노미야의 시의(侍医)로써 유수(留守)직을 맡고 있던 다이젠노스케 고겐인(大膳亮弘玄院), 다키 요슌인(多紀養春院, 다키 안타쿠多紀安琢), 도다 죠안(遠田澄庵), 다카시마 유안(高島祐庵)、아사다 소하쿠(浅田宗伯) 등이 오사카로 급파되었으나, 결국 7월 20일 쇼군 이에모치는 오사카 성에서 사망하였다. 사인은 각기병이었으며, 향년 21세(만 20세)였다. 이에모치의 유해는 영국에서 8월에 구입한 기함 죠게이마루(長鯨丸)로 에도로 보내졌으며, 9월 2일에 오사카로 출항하여 6일에 에도에 도착하였다. 사후 정1위(正一位) 태정대신(太政大臣)이 추증되었다.
이에모치는 임종을 앞두고 도쿠가와 종가의 후계자와 차기 쇼군으로써 다야스 가메노스케(田安亀之助, 요시요리의 아들로 훗날 쇼군가 16대 당주가 됨)를 지명하였으나, 그것은 실현되지 못하였고, 도쿠가와 요시노부가 15대 쇼군이 되었다.

## 일화
- 어릴 적에는 풍류를 좋아하였고 연못의 물고기와 새장의 새를 완상하는 것을 낙으로 삼고 있었지만, 13세의 나이에 쇼군으로 취임하고 나서는 문무 양도를 닦는 데에 열중하였다. 자신의 소소한 재미를 접어두고 좋은 쇼군이 되려 애쓰던 모습에 막부 신하들은 그의 사후에도 감격하였다고 한다.
- 메이지 신정부의 요인이었던 가쓰 가이슈(勝海舟)는 「어린 나이 탓에 시대에 농락당했지만, 조금만 더 오래 살았다면 영매한 군주로 이름을 남겼을 것이다. 무용에도 뛰어난 인물이었다」라고 이에모치를 호평하였고, 오사카로부터 비보를 접하였을 때는 통탄해 하며 자신의 일기에 「도쿠가와 가문은 오늘로써 끝났도다」(徳川家、今日滅ぶ)라고 기록하였을 정도였다. 만년에는 이에모치의 이름을 듣기만 해도 격동의 시대에 중책을 짊어져야 했던 이에모치의 생애를 떠올리면서 「딱한 사람」(お気の毒の人なりし)이라며 눈에서 눈물을 흘렸다고 한다.
- 분큐 3년(1863년) 4월, 이에모치는 조정으로부터 명받은 양이 실행에 대한 준비로써 막부의 군함 「슌도마루」(順動丸)를 타고 오사카 시찰을 행하였는데, 당시 막부의 군칸부교(軍艦奉行)로써 군함을 지휘하고 있던 가쓰 가이슈로부터 군함 기능에 대한 설명을 듣고 놀랍도록 뛰어난 이해력을 보였으며, 가쓰 가이슈로부터 군함을 움직일 수 있는 인재 육성이 필요하다는 직소를 듣고 그 자리에서 해군 훈련소 설치를 명하였다. 이것이 고베해군조련소(神戸海軍操練所)이다. 나아가 그 해 12월에 상경할 때는 가쓰 가이슈의 진언을 받아들여서 슌도마루를 사용하기로 결단하였고, 덕분에 처음 상경할 때는 육로로 22일이 걸렸던 길을 해로로 단 3일만에 귀환할 수 있었는데, 이것이 이에모치 자신의 가쓰 가이슈에 대한 신뢰감으로 이어졌다는 설이 있다.
- 또한 돌아오는 길에 바다가 거칠어져서 뱃멀미하는 사람들이 속출하자 측근들이 지금이라도 뭍에 내려서 육로로 가자고 청하였지만 이에모치는 「해상에서의 일은 군칸부교에게 맡기라」(海上のことは軍艦奉行に任せよ)에게 맡기라고 엄명할 정도로 가쓰 가이슈에 대한 신임을 드러냈다. 이에 감격한 가쓰 가이슈는 평생 이에모치에게 충성할 것을 마음 깊이 다짐하였다.
- 정략결혼으로 부부가 된 가즈노미야 와의 관계는 양호하였다고 전한다. 이에모치는 가즈노미야 외의 다른 여성을 곁에 두지 않았고 측실은 한 명도 없었다. 조금이라도 시간이 남으면 가즈노미야와 잡담을 나누었으며, 칸자시나 금붕어 등을 가즈노미야에게 선물하였다고 한다. 가즈노미야도 이에모치가 좋아하는 과자를 곧잘 내어오거나 하는 등 세심한 배려를 빠뜨리지 않았다. 가즈노미야의 측근들에 의해 부부의 이러한 모습이 일기로 남아 있다.
- 서예의 달인으로써도 알려져서 막부의 신하 도카와 야스키요(戸川安清)는 일흔이 넘는 노인이었는데 이에모치의 습자 선생으로 추천되었다. 어느 때에는 배우는 도중에 갑자기 이에모치가 야스키요의 머리 위에 먹을 가는데 쓰던 물을 끼얹고는 손을 흔들면서 「나머지는 내일 하십시다.」라고 말하면서 자리를 떠났다고 한다. 함께 앉아 있던 측근들은 이에모치가 평소답지 않게 행동하였다며 의아해 하였지만, 정작 야스키요는 눈물을 흘리고 있었다. 측근들이 쇼군의 행동을 한심하게 여기느냐고 묻자, 야스키요는 실은 자신이 노령 때문에 갑자기 실금을 해 버렸음을 알렸다. 그때의 관례로는 쇼군을 가르치는 도중에 그러한 실수를 해버렸다면 엄벌을 피할 수 없었으므로, 이에모치는 일부러 야스키요에게 물을 끼얹어 이를 덮어주고 「내일도 출사하도록」이라고 발언함으로써 불문에 붙일 것을 표명한 것이었다. 눈물을 흘린 것은 그러한 이에모치의 세심한 배려에 감격한 것이라고 야스키요는 대답하였다고 한다(야스키요의 친척이었던 도카와 잔카残花가 쓴 『막말소사』幕末小史에 실려 있다.
- 유럽에서 비단의 생산지로 알려져 있던 프랑스나 이탈리아에서는 1850년대에 노세마라 불리는 원생동물이 원인이 되어 누에의 전염병이 유행하였고 양국의 양잠 산업은 괴멸 지경에까지 이르렀는데, 이를 알게 된 이에모치는 누에의 알을 농가에서 모아서 나폴레옹 3세에게 기증하였다. 프랑스에서는 루이 파스퇴르가 장 앙리 파브르의 조언을 토대로 기증받은 누에를 연구해 병의 원인을 밝혀내는 동시에 살아남은 누에끼리 교배시켜서 품종 개량을 향하였다. 나폴레옹 3세는 이에 대한 사례로써 게이오 3년(1867년) 막부에 대해 군마의 품종 개량을 위한 아라비아산 말 26필을 기증하였다고 한다. 사육 방법 전습도 동시에 행해져서 막부의 관영 목장이 위치해 있던 고가네마키(小金牧)[9]에서 사육될 예정이었으나 무진전쟁(戊辰戦争)의 혼란 속에 그만 흩어져버렸다.

## 용모

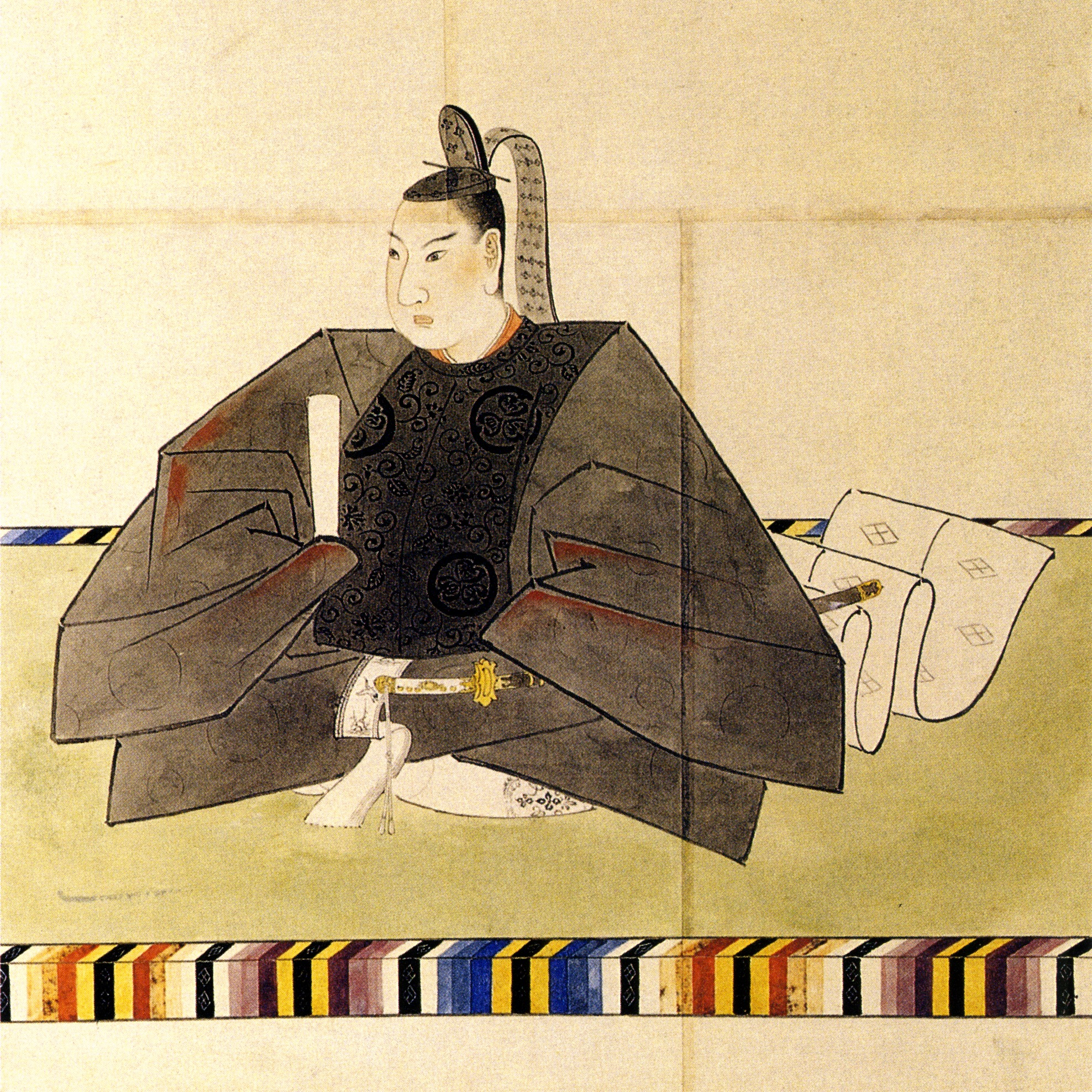
가노 다다노부가 그린 쇼쿠타이 차림의 이에모치의 초상화(원호본). 도쿠가와 기념재단(徳川記念財団) 소장.

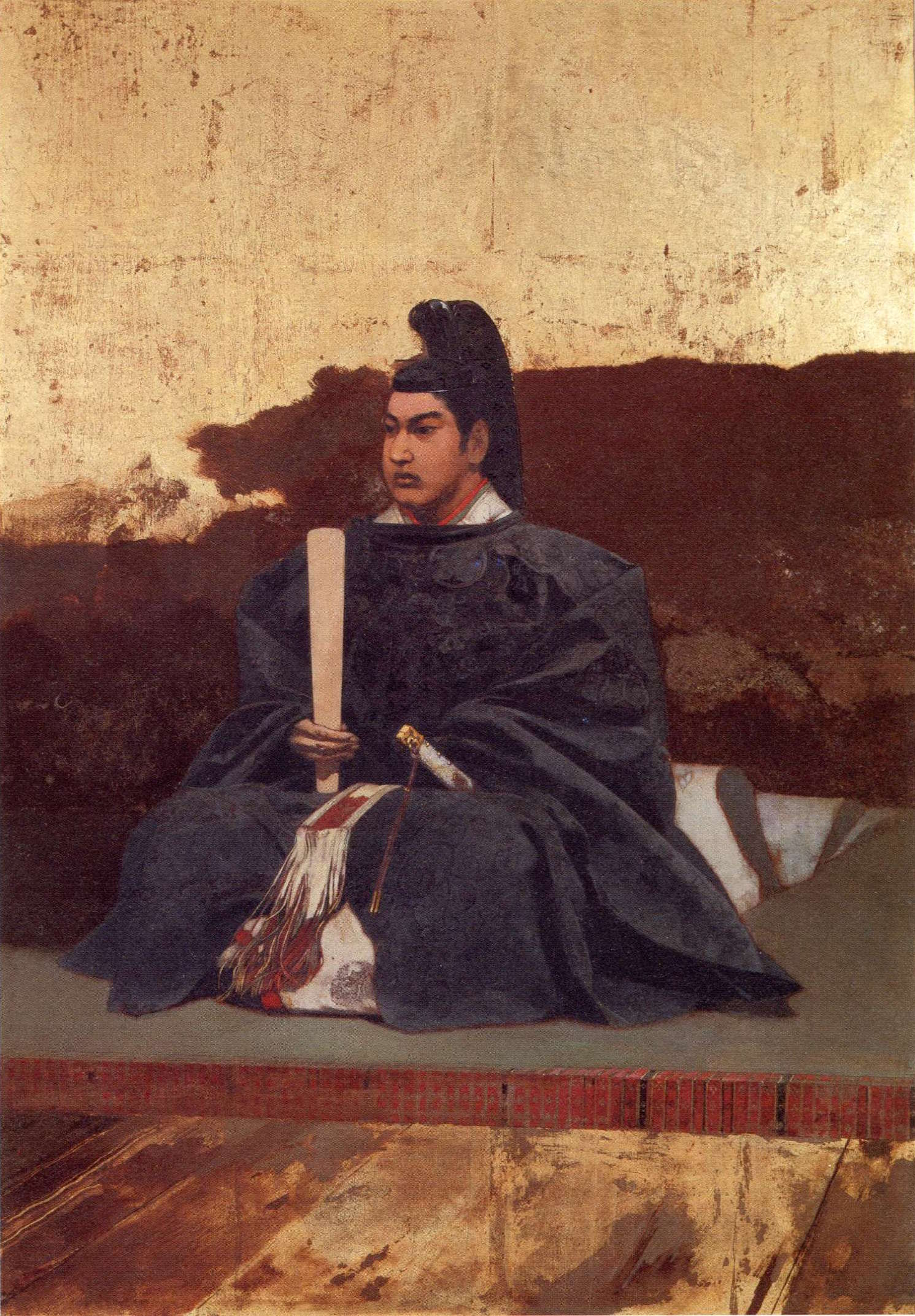
가와무라 기요오가 그린 도쿠가와 이에모치의 초상화(쇼토쿠인 초상). 도쿠가와 기념재단 소장.

1958년부터 1960년 사이에 조조지(増上寺)의 도쿠가와 쇼군가(徳川将軍家)의 묘지를 개장하면서 도쿠가와 집안 사람들의 유골 조사가 이루어졌고, 그때의 조사결과는 『조조지 도쿠가와 쇼군 묘와 그 유품 ・ 유체』(増上寺徳川将軍墓とその遺品・遺体)라는 이름의 보고서로 남아 있다. 이 보고서에 따르면 이에모치는 그 사지 뼈로 추산하건대 신장이 156.6cm였고 혈액형은 A형이었으며, 얼굴이 길고 큰 코에 앞니가 튀어나온 돌출입이었음이 확인되었다. 현존하는 이에모치의 초상화는 그러한 특징을 잘 표현하고 있다.

### 이에모치의 초상화
본 항목의 서두에 소개된 이에모치의 초상화는 견(絹) 바탕에 그린 채색그림으로, 이에모치의 부인인 가즈노미야가 소장했던 것이라고 전하고 있다. 초상화의 제작에는 이에모치에게 아버지나 다름없는 경모를 받았던 도쿠가와 모치노리(徳川茂徳)가 관여하였을 가능성이 매우 높다. 이에모치는 그 그림의 모본이 된 비슷한 모습의 그림을 이에모치 사후 덴쇼인에게 기증하였는데(이 그림은 오늘날은 사진만 남아서 이바라키 신문사茨城新聞社에서 소장) 이쪽은 조슈 정벌로 오사카에 진주해 있던 무렵에 그려졌던 것으로 진바오리(陣羽織)를 입고 선 모습으로 그려져 있었다. 모치노리는 가즈노미야에게도 이 군장한 그림에 가깝다고 생각되는 그림을 선물하였으나, 가즈노미야는 진바오리 차림의 이에모치의 초상화를 두고 「이질적인 느낌」(異風), 「다른 사람을 그린 것 같아서 마음에 들지 않는다」(異人の御まねにては御心外)며 모치노리에게 「본인의 실제 모습 그대로」(御有り来りの御姿) 다시 그려줄 것을 요청하였다고 한다. 그렇게 해서 제작된 것이 이 초상화였다고 전하고 있으며 모치노리의 호를 따서 겐토본(玄同本)이라고 불리고 있다.
한편 이에모치에게는 따로 가노 다다노부(狩野雅信)가 그린 소쿠타이(束帯) 차림으로 운겐베리(繧繝縁)의 아게다타미(上畳)에 앉은 초상화나, 그림 오른쪽에 「마마토쿠인 님」(照徳院様)이라는 기입이 있는 원호본(院号本, 오른쪽 그림), 막신(幕臣) 출신의 서양화가 가와무라 기요오(川村清雄)가 그리고 가쓰 가이슈(勝海舟) 등에게도 칭찬을 받았던 「쇼토쿠인 초상」(昭徳院肖像) 등의 초상화가 남아 있다.

### 이에모치의 무덤과 유체
조조지 도쿠가와 쇼군가 무덤의 발굴조사에서 도쿠가와 집안 사람들의 유골 조사 시행을 맡았던 인류학자 스즈키 히사시(鈴木尚)가 쓴 『뼈는 말한다 - 도쿠가와 쇼군 ・ 다이묘 가문의 사람들』(骨は語る 徳川将軍・大名家の人びと)에 따르면 이에모치는 머리를 밀지 않고 풍성한 머리칼을 소유하였으며, 충치가 심해서 잔존한 치아 31개 가운데 30개가 모두 충치에 걸려 있었다고 한다. 실제로 이에모치는 양갱이나 얼음 사탕, 별사탕, 카스테라, 카이주모나카(懐中もなか), 삼색과자 등 단 것을 매우 좋아하였으며, 그것이 충치로 이어졌을 것으로 보인다. 기록 등을 종합할 때 이에모치는 선천적으로 치아의 에나멜질이 극단적으로 얇은 데다 생전에 단 것을 매우 좋아했고, 이 충치가 이에모치의 체력을 약화시켜 각기병으로 이어졌고 나아가서는 의사들 사이의 진단 차이(다카시나 등 한방 의사들은 각기병이라는 진단을 내렸으나 양의였던 막부 의사들은 류마티스라고 진단하면서 물러서지 않았다)까지 불러왔고, 이것이 이에모치의 죽음으로까지 이어지게 되었다고 지적하고 있다.
또한 묘지를 개장할 당시 가즈노미야의 무덤 안에서는 이에모치로 추정되는 남성의 초상 사진이 발견되었다. 이때까지 이에모치는 자신의 의형인 고메이 천황처럼 사진을 찍은 적이 없었다고 생각되고 있었다. 이 사진은 죽기 직전에 오사카에서 촬영된 것을 에도에 있던 가즈노미야에게 전달된 것으로 생각되었다. 그러나 사진은 습판사진이었기 때문에 발견 다음날 검증을 위해 다시 사진을 보았을 때 햇빛에 사라져 버리고 말았다고 한다. 발굴을 맡았던 역사학자 야마베 도모유키(山辺知行)는 사진 속의 남성의 모습에 대해서 「소매가 긴 히타타레(直垂)에 에보시(烏帽子)를 쓴 젊은 남성」(長袴の直垂に烏帽子をかぶった若い男性)으로 「뺨이 풍성하고 아직 어렸을 때의 얼굴이 남아 있었다」(豊頬でまだ童顔を残していた)라고 증언하였다.

## 등장 작품

### TV 드라마
NHK 대하드라마
- 『카츠 카이슈』(1974년) - 반도 미츠고로 (당시 5대, 현재 10대)
- 『화신』(1977년) - 코바야시 요시히로
- 『나는 것처럼』(1990년) - 와카나 타카시
- 『도쿠가와 요시노부』(1998년) - 신도 켄타로
- 『아츠히메』(2008년) - 마츠다 쇼타
- 『료마전』(2010년) - 나카무라 와야토
- 『야에의 벚꽃』(2013년) - 하야마 쇼노
- 『세고돈』(2018년) - 아라키 토와